# Castello di Monte Orlando
Il castello di Monte Orlandi era situato sopra il poggio di Gangalandi, probabilmente nel luogo in cui si erge la chiesa di Santa Lucia a Monteorlando o secondo altre fonti sulla pieve di San Martino a Gangalandi. Venne distrutto nel 1107 nel corso dell'espansione fiorentina nel contado.
Il Monte Orlandi, denominato impropriamente Monte Orlando (al singolare), con annesso il castello, era parte delle terre della consorteria degli Orlandi prima, antica e nobile famiglia pisana, e possedimento della famiglia Adimari e dei loro discendenti Gangalandi poi. Risale al 1107 la tentata difesa della fortezza da parte di Arnolfo di Gangalandi, raccontata nella Nuova Cronica, dove Giovanni Villani scrive:
«Negli anni di Cristo MCVII, essendo la nostra città di Firenze molto montata e cresciuta di popolo, di genti, e di podere, ordinarono i Fiorentini di distendere il loro contado di fuori, e allargare la loro signoria, e qualunque castello o fortezza non gli ubbidisse, di fargli guerra. E nel detto anno prima presero per forza Monte Orlandi ch'era di sopra da Gangalandi [...] e certi cattani il teneano, i quali non volendo ubbidire alla città di Firenze furono distrutti, e il castello disfatto e abbattuto.»